# Mubārak - Sharq at-Tafrī'tah
Mubārak - Sharq at-Tafrī'tah es un distrito de la gobernación de Puerto Saíd, Egipto. En julio de 2017 tenía una población estimada de 6947 habitantes.
Se encuentra ubicado al norte del país, cerca del acceso al canal de Suez desde el mar Mediterráneo.